# José Ernesto Sosa
José Ernesto Sosa (* 19. Juni 1985 in Carcarañá, Santa Fe) ist ein argentinischer Fußballspieler. El Principito (deutsch: Der kleine Prinz) steht seit Juni 2022 beim argentinischen Erstligisten Estudiantes de La Plata unter Vertrag.

## Karriere

### Vereine

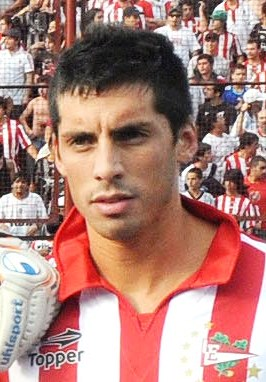
Sosa als Spieler von Estudiantes de La Plata

Aus der Jugendabteilung von Estudiantes de La Plata hervorgegangen kam Sosa 2002 in den Profikader und gehörte ihm bis 2007 an. An der im Jahr 2006 gewonnenen Meisterschaft – der ersten seit 1983 für seinen Verein – hatte Sosa großen Anteil, denn er verwandelte einen entscheidenden Freistoß im Endspiel gegen die Boca Juniors.
Nach dem Gewinn der Meisterschaft waren einige europäische Vereine, unter anderem auch der FC Bayern München und der FC Valencia, an einer Verpflichtung Sosas interessiert. Eduardo Abadie, der Präsident der Estudiantes, verfügte jedoch einen Transferstop bis Juni 2006.
Nachdem er die sportmedizinische Untersuchung in München bestanden hatte, unterschrieb er einen bis zum 30. Juni 2011 datierten Vertrag beim FC Bayern München. Über die Höhe der Ablöse vereinbarten beide Vereine Stillschweigen. Bei den Bayern sollte Sosa nach Aussage von Manager Uli Hoeneß Sebastian Deisler ersetzen, der in der Winterpause der Saison 2006/07 seine Karriere beendet hatte.
Mit seinem ersten Pflichtspiel am 28. Juli 2007 gewann Sosa auch seinen ersten Titel im Ausland: Der FC Bayern München gewann das Finale um den Ligapokal mit 1:0 gegen den FC Schalke 04. Vor seinem ersten Bundesligaspiel kam er am 6. August 2007 in der 1. Runde des DFB-Pokals – in der 71. Minute für Zé Roberto eingewechselt – beim 5:4-Sieg (nach Elfmeterschießen) im Auswärtsspiel gegen den Wacker Burghausen zum Einsatz.
Am 11. August 2007 (1. Spieltag), beim 3:0-Sieg im Heimspiel gegen Hansa Rostock, gab Sosa unter Trainer Ottmar Hitzfeld – in der 79. Minute für Franck Ribéry eingewechselt – sein Bundesligadebüt. Lange Zeit konnte Sosa die in ihn gesetzten Erwartungen aufgrund mangelnder Einsatzzeiten nicht erfüllen und glänzte einzig durch die Vorlage, die Luca Toni zum 3:3-Endstand in der 120. Minute gegen den FC Getafe verwertete und damit den Einzug ins Halbfinale des UEFA-Pokal-Wettbewerbs ermöglichte.
Infolgedessen sollte er in der Winterpause der Saison 2008/09 zum italienischen Klub US Palermo ausgeliehen werden, um Spielpraxis zu sammeln. Der Transfer scheiterte jedoch in letzter Minute. Sein erstes überzeugendes Spiel lieferte er am 14. März 2009 (24. Spieltag) beim 2:0-Sieg im Auswärtsspiel gegen den VfL Bochum. Eine Woche später erzielte er im Heimspiel gegen den Karlsruher SC den 1:0-Siegtreffer, sein erstes Bundesligator für die Münchner. Sein bislang letzter Treffer fiel am 9. Mai 2009 (31. Spieltag) beim 3:1-Auswärtserfolg in Cottbus.
Um Sosa Spielpraxis zu geben, wurde er im Oktober 2009 bis zum 30. Juni 2010 an seinen ehemaligen Verein Estudiantes de La Plata mit Spielberechtigung ab Januar 2010 ausgeliehen. In seinem achten Spiel am 20. März 2010 (10. Spieltag) erzielte er beim 3:1-Auswärtserfolg über Atlético Tucumán sein erstes Tor. Nach Ende der Ausleihfrist kehrte er zu Saisonbeginn 2010/11 zunächst ins Training der Bayern zurück; jedoch wechselte er nach längeren Verhandlungen zwei Tage vor Ende der Transferphase zur SSC Neapel in die italienische Serie A. Am 12. September 2010 (2. Spieltag) debütierte er beim 2:2-Unentschieden im Heimspiel gegen die AS Bari, nachdem er in der 76. Minute für Michele Pazienza eingewechselt worden war. Am 31. Oktober 2010 (9. Spieltag) beim 1:0-Sieg im Auswärtsspiel gegen Brescia Calcio stand Sosa das erste Mal in der Startelf. Am 6. Februar 2011 (24. Spieltag) erzielte er – erst in der 90. Minute für Ezequiel Lavezzi eingewechselt – den Treffer zum 2:0-Endstand im Heimspiel gegen die AC Cesena.
Zur Saison 2011/12 wechselte Sosa zum ukrainischen Erstligisten Metalist Charkiw. Er unterschrieb dort einen Vierjahresvertrag. Sein Debüt gab er am 29. Juli 2011 (4. Spieltag) beim 3:0-Sieg im Auswärtsspiel gegen Wolyn Luzk und erzielte den Treffer zum zwischenzeitlichen 1:0 in der 45. Spielminute.
Am 1. Januar 2014 wurde Sosa von Metalist Charkow bis zum Ende der Saison 2013/14 an den spanischen Verein Atlético Madrid ausgeliehen. Atletico erhielt eine Kaufoption. In der 88. Minute für Koke eingewechselt, gab er am 19. Januar 2014 (20. Spieltag) beim 1:1-Unentschieden im Heimspiel gegen den FC Sevilla sein Debüt in der Primera División. Vier Tage zuvor debütierte er für Atletico Madrid beim 2:0-Sieg gegen den FC Valencia im Achtelfinalrückspiel um den Königspokal.
Für die Saison 2014/15 wurde er an den türkischen Erstligisten Beşiktaş Istanbul ausgeliehen. Sein Debüt für den Verein gab er am 22. September 2014 (3. Spieltag) beim 1:0-Sieg im Auswärtsspiel gegen Bursaspor, als er in der 43. Minute für Oğuzhan Özyakup eingewechselt wurde. Sein erstes Ligator erzielte er am 21. Dezember 2014 (14. Spieltag) beim 3:1-Sieg im Heimspiel gegen Akhisar Belediyespor mit dem Treffer zum 2:0 in der 68. Minute. Am Saisonende wechselte er, wie bereits im September 2014 beschlossen, samt Ablöse zu Beşiktaş und unterschrieb mit diesem Verein einen Dreijahresvertrag. Am 15. Mai 2016 gewann er mit seiner Mannschaft mit 3:1 im Heimspiel gegen Osmanlıspor FK, in dem er ein Tor beitrug, einen Spieltag vor Saisonende vorzeitig die türkische Meisterschaft.
Im Sommer 2016 kam es zwischen Sosa und seinem Verein zu Beşiktaş mehrmals zu Kontroversen. Sosa blieb trotz Beginn der Vorbereitungsphase für die nächste Saison unentschuldigt dem Trainingscamp fern. Nach Androhungen seitens Beşiktaş' nahm er zwar am Mannschaftstraining teil, fiel aber im Trainingscamp durch Undiszipliniertheit und mangelndem Einsatz auf. So wurde er vom Trainer Şenol Güneş aus dem Mannschaftskader suspendiert. Hinter den Kulissen versuchte Sosa seinen Verkauf an den italienischen Erstligisten AC Mailand zu forcieren. Dem entgegnete die Vereinsführung damit, dass man ihn nur zu guten Konditionen abgeben würde. Nach mehrwöchigen Verhandlungen und Kontroversen wechselte Sosa Mitte August 2016 zum AC Mailand. Im Sommer 2017 wurde er an den türkischen Verein Trabzonspor ausgeliehen und in der Winterpause dann für 3,4 Millionen Euro Ablöse bis 2020 dauerhaft verpflichtet.
Nach Vertragsende bei Trabzonspor und keiner Einigung bezüglich einer Vertragsverlängerung wechselte Sosa im August 2020 zur Saison 2020/21 zum Ligakonkurrenten Fenerbahçe Istanbul. Am Saisonende 2021/22 verließ er den Verein und kehrte in seine Heimat zurück, wo er sein Juni 2022 Vertragsspieler von Estudiantes de La Plata ist.

### Nationalmannschaft
Am 28. November 2003 trug Sosa erstmals das Nationaltrikot, als er eine Halbzeit lang gegen die Auswahl Spaniens, die im ersten Gruppenspiel der U-20-Weltmeisterschaft 2003 mit 2:1 Toren bezwungen wurde, zum Einsatz kam.
Am 9. März 2005 kam er – in der 86. Minute für Rodrigo Palacio eingewechselt – in einem Test-Länderspiel gegen die Auswahl Mexikos zu seinem Debüt in der A-Nationalmannschaft. Im März 2007 wurde er unter Nationaltrainer Alfio Basile wieder in den erweiterten Kreis der „Albiceleste“ berufen und kam am 17. April 2007 beim 0:0 gegen die Auswahl Chiles zu seinem zweiten Länderspieleinsatz. Beim 3:2-Sieg im Test-Länderspiel am 26. Januar 2010 gegen die Auswahl Costa Ricas erzielte Sosa mit dem Treffer zum 1:0 in der 10. Minute sein erstes Tor für die Nationalmannschaft.
Er nahm 2008 am olympischen Fußballturnier in Peking teil und gewann dort mit der Mannschaft die Goldmedaille.

## Erfolge

### Nationalmannschaft
- Olympiasieger 2008

### Vereine
- Argentinischer Meister 2006
- Deutscher Meister 2008
- DFB-Pokal-Sieger 2008
- DFL-Supercup-Sieger 2010
- Ligapokal-Sieger 2007
- Italienischer Supercup-Sieger 2016
- Spanischer Meister 2014
- Türkischer Meister 2016
- Türkischer Pokal-Sieger 2020